# Michael Joseph Muldowney
Michael Joseph Muldowney (* 10. August 1889 in Philadelphia, Pennsylvania; † 30. März 1947 in Pittsburgh, Pennsylvania) war ein US-amerikanischer Politiker. Zwischen 1933 und 1935 vertrat er den Bundesstaat Pennsylvania im US-Repräsentantenhaus.

## Werdegang
Im Jahr 1894 zog Michael Muldowney mit seinen Eltern nach Pittsburgh, wo er die öffentlichen Schulen besuchte. Im Jahr 1908 absolvierte er die dortige Duquesne University. Später schlug er als Mitglied der Republikanischen Partei eine politische Laufbahn ein. Zwischen 1925 und 1929 war er Abgeordneter im Repräsentantenhaus von Pennsylvania; von 1930 bis 1933 saß er im Stadtrat von Pittsburgh.
Bei den Kongresswahlen des Jahres 1932 wurde Muldowney im 32. Wahlbezirk von Pennsylvania in das US-Repräsentantenhaus in Washington, D.C. gewählt, wo er am 4. März 1933 die Nachfolge von Edmund Frederick Erk antrat. Da er im Jahr 1934 nicht bestätigt wurde, konnte er bis zum 3. Januar 1935 nur eine Legislaturperiode im Kongress absolvieren. Während dieser Zeit dort die ersten New-Deal-Gesetze der Roosevelt-Regierung verabschiedet, denen Muldowneys Partei eher ablehnend gegenüberstand. 1935 wurden erstmals die Bestimmungen des 20. Verfassungszusatzes angewendet, wonach die Legislaturperiode des Kongresses jeweils am 3. Januar endet bzw. beginnt.
Zwischen 1935 und 1937 gehörte Muldowney dem staatlichen Ausschuss für Handelsgutachten (State board of mercantile appraisers) an. Seit 1940 war er Schlichter bei der staatlichen Behörde für Arbeitslosenzahlungen (State unemployment compensation referee). Diesen Posten bekleidete er bis zu seinem Tod am 30. März 1947 in Pittsburgh.